# طبق إحماء

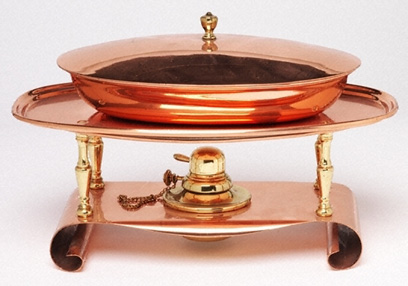
طبق إحماء ذو حام نحو عام 1895 متحف فِكتورية وألبرت في لندن

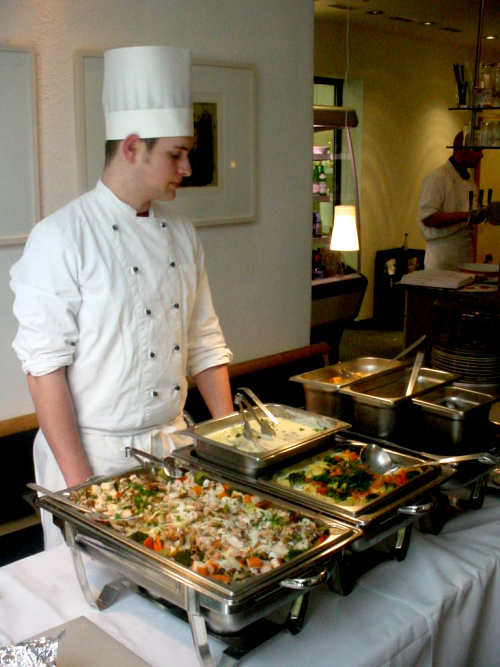

طبق الإحماء مقلاة معدنية للطهي أو التقديم على حامل ذات موقد كحول أو شمعة تحتها. يُستخدم للطهي على المائدة أو مُدفئً للطعام لحفظ الأطباق دافئة.